# Джамія-Хамдард
Джамія-Хамдард (англ. Jamia Hamdard) — умовний університет в Делі, Індія. В університеті проводиться навчання з медицини, фармацевтики, менеджменту, інформаційних технологій, інформатики, ісламської культури.